# アクインクム博物館
座標: 北緯47度33分56.27秒 東経19度2分59.34秒 / 北緯47.5656306度 東経19.0498167度

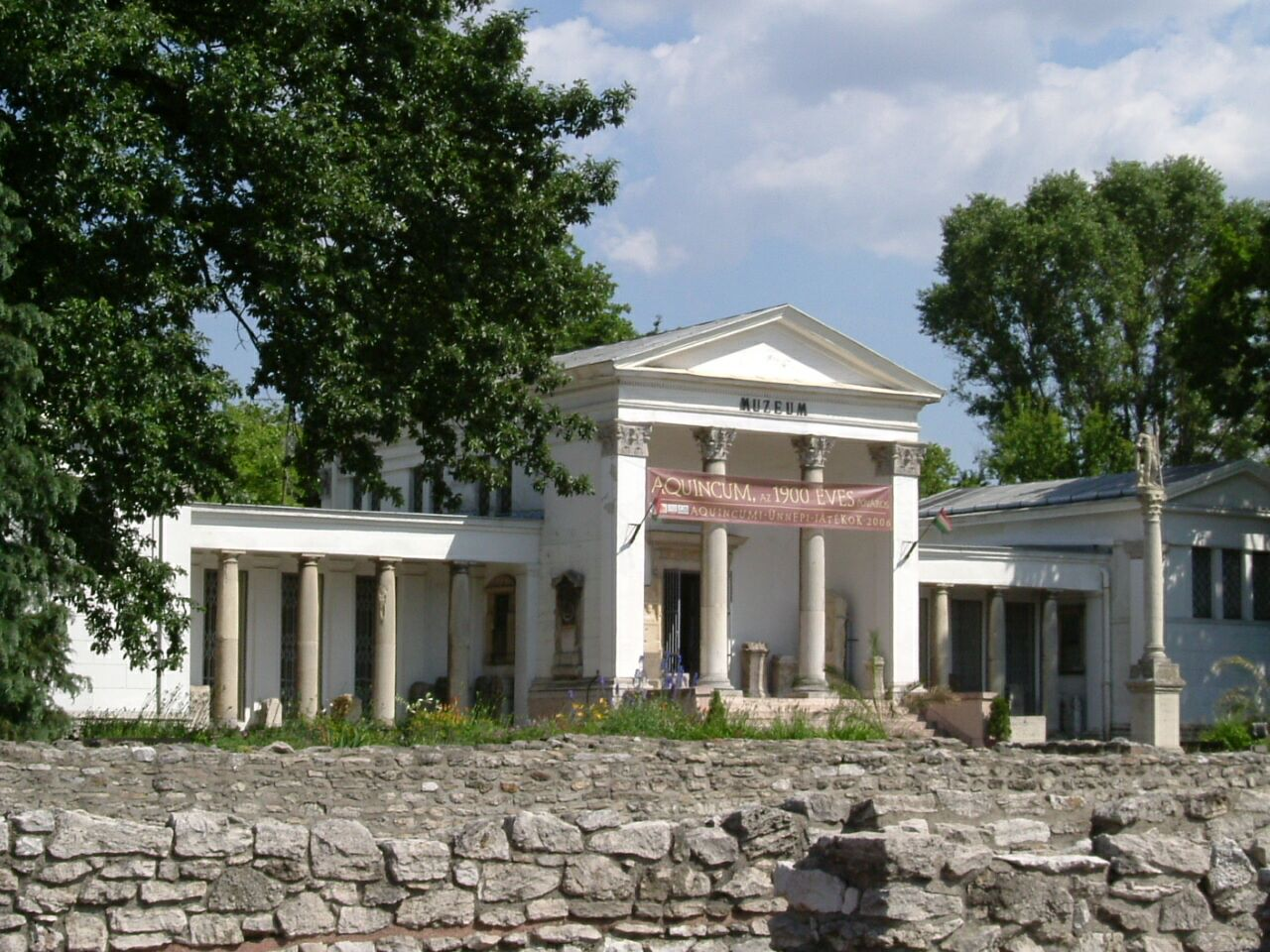
アクインクム博物館

アクインクム博物館（アクインクムはくぶつかん、洪:Aquincumi Múzeum）とは、ハンガリーのブダペストセンテンドレ通り135にある博物館であり、古代都市アクインクムの遺構を展示している。また、この遺構にはミトレーアムも含まれている。
博物館は建物内と建物外に分かれている。